# Tour Championship de 2023
El Tour Championship de 2023 (conocido en inglés y por motivos de patrocinio como 2023 Duelbits Tour Championship) fue un torneo de snooker, profesional y de ranking, que se celebró entre el 27 de marzo y el 2 de abril de 2023 en el Bonus Arena de la ciudad inglesa de Hull. Organizado por el World Snooker Tour, contó con la participación de los jugadores que se encontraban antes de su celebración entre los ocho primeros puestos del ranking de ganancias a un año. Neil Robertson habría defendido el título que consiguió en 2022 al derrotar a John Higgins (10-9) en la final, pero no se clasificó.
Shaun Murphy, que derrotó 10-7 a Kyren Wilson en la final, se proclamó campeón del torneo por primera vez.

## Organización

### Premios
Se repartieron 380 000 libras esterlinas en premios. El dinero se distribuyó según la fase que alcance cada jugador, de la siguiente manera:
- campeón: 150 000
- subcampeón: 60 000
- semifinalistas: 40 000
- cuartos de final: 20 000

Además, se le concedieron diez mil libras extra al que consiga tejer la tacada más alta del torneo.

### Jugadores clasificados
La lista de jugadores y el puesto en el que acceden al Tour Championship los determina el ranking a un año; esto es, las ganancias sumadas desde la Championship League de 2022 hasta el WST Classic de 2023. Se clasifican ocho, y así quedó el orden:
| Pos. | Jugador        | Número de puntos |
| ---- | -------------- | ---------------- |
| 1    | Mark Allen     | 530 500          |
| 2    | Shaun Murphy   | 240 000          |
| 3    | Mark Selby     | 215 500          |
| 4    | Ali Carter     | 203 500          |
| 5    | Kyren Wilson   | 179 000          |
| 6    | Ryan Day       | 159 000          |
| 7    | Robert Milkins | 157 500          |
| 8    | Ding Junhui    | 140 500          |

## Resultados

### Cuadro del torneo
Entre paréntesis, se indica el puesto en el que accedieron al torneo los jugadores. Recalcado en negrita figura el ganador de cada partido:
|  | cuartos de final (mejor de 19) | cuartos de final (mejor de 19) |                  |    | semifinales (mejor de 19) | semifinales (mejor de 19) |  |  | final (mejor de 19) | final (mejor de 19) |
|  |                                |                                |                  |    |                           |                           |  |  |                     |                     |
|  |                                |                                |                  |    |                           |                           |  |  |                     |                     |
|  |                                |                                |                  |    |                           |                           |  |  |                     |                     |
|  | Mark Allen (1)                 | 5                              |                  |    |                           |                           |  |  |                     |                     |
|  | Mark Allen (1)                 | 5                              |                  |    |                           |                           |  |  |                     |                     |
|  | Ding Junhui (8)                | 10                             |                  |    |                           |                           |  |  |                     |                     |
|  | Ding Junhui (8)                | 10                             | Ding Junhui (8)  | 5  |                           |                           |  |  |                     |                     |
|  |                                |                                | Ding Junhui (8)  | 5  |                           |                           |  |  |                     |                     |
|  |                                | Kyren Wilson (5)               | 10               |    |                           |                           |  |  |                     |                     |
|  | Ali Carter (4)                 | Kyren Wilson (5)               | 10               | 4  |                           |                           |  |  |                     |                     |
|  | Ali Carter (4)                 |                                | 2 de abril       | 4  |                           |                           |  |  |                     |                     |
|  | Kyren Wilson (5)               | 10                             |                  |    |                           |                           |  |  |                     |                     |
|  | Kyren Wilson (5)               | 10                             | Kyren Wilson (5) | 7  |                           |                           |  |  |                     |                     |
|  |                                |                                | Kyren Wilson (5) | 7  |                           |                           |  |  |                     |                     |
|  |                                | Shaun Murphy (2)               | 10               |    |                           |                           |  |  |                     |                     |
|  | Mark Selby (3)                 | Shaun Murphy (2)               | 10               | 10 |                           |                           |  |  |                     |                     |
|  | Mark Selby (3)                 |                                |                  | 10 |                           |                           |  |  |                     |                     |
|  | Ryan Day (6)                   | 7                              |                  |    |                           |                           |  |  |                     |                     |
|  | Ryan Day (6)                   | 7                              | Mark Selby (3)   | 9  |                           |                           |  |  |                     |                     |
|  |                                |                                | Mark Selby (3)   | 9  |                           |                           |  |  |                     |                     |
|  |                                | Shaun Murphy (2)               | 10               |    |                           |                           |  |  |                     |                     |
|  | Shaun Murphy (2)               | Shaun Murphy (2)               | 10               | 10 |                           |                           |  |  |                     |                     |
|  | Shaun Murphy (2)               |                                |                  | 10 |                           |                           |  |  |                     |                     |
|  | Robert Milkins (7)             | 8                              |                  |    |                           |                           |  |  |                     |                     |
|  | Robert Milkins (7)             | 8                              |                  |    |                           |                           |  |  |                     |                     |

### Final
La final se celebró el 2 de abril de 2023 en el Bonus Arena de Hull, y discurrió de la siguiente manera:
| Al mejor de 19 mesas. Bonus Arena (Hull), 2 de abril. Árbitra: Malgorzata Kanieska |                  |                  |                  |                             |                             |                             |                  |                  |                  |                  |                  |   |
| Kyren Wilson (5)                                                                   | Kyren Wilson (5) | Kyren Wilson (5) | Kyren Wilson (5) | 7-10                        | 7-10                        | 7-10                        | Shaun Murphy (2) | Shaun Murphy (2) | Shaun Murphy (2) | Shaun Murphy (2) | Shaun Murphy (2) |   |
| Sesión de tarde: 4-4                                                               |                  |                  |                  |                             |                             |                             |                  |                  |                  |                  |                  |   |
| Mesa                                                                               | 1                | 2                | 3                | 4                           | 5                           | 6                           | 7                | 8                | 9                | 10               | 11               |   |
| Wilson                                                                             | 108 (108)        | 121 (84)         | 90 (62)          | 111 (111)                   | 0                           | 31                          | 11               | 63               | —                | —                | —                |   |
| Murphy                                                                             | 20               | 0                | 31               | 0                           | 82 (75)                     | 73 (70)                     | 100 (75)         | 67               | —                | —                | —                |   |
| Sesión de noche: 3-6                                                               |                  |                  |                  |                             |                             |                             |                  |                  |                  |                  |                  |   |
| Mesa                                                                               | 1                | 2                | 3                | 4                           | 5                           | 6                           | 7                | 8                | 9                | 10               | 11               |   |
| Wilson                                                                             | 74 (59)          | 0                | 67 (52)          | 56 (56)                     | 35                          | 0                           | 65 (60)          | 0                | 13               | ―                | ―                | ― |
| Murphy                                                                             | 14               | 131 (131)        | 15               | 64                          | 64                          | 115 (115)                   | 32               | 109 (95)         | 76               | ―                | ―                | ― |
| Kyren Wilson (5)                                                                   | Kyren Wilson (5) | Kyren Wilson (5) | Kyren Wilson (5) | 7-10                        | 7-10                        | 7-10                        | Shaun Murphy (2) | Shaun Murphy (2) | Shaun Murphy (2) | Shaun Murphy (2) | Shaun Murphy (2) |   |
| 111                                                                                | 111              | 111              | 111              | tacada más alta             | tacada más alta             | tacada más alta             | 131              | 131              | 131              | 131              | 131              |   |
| 2                                                                                  | 2                | 2                | 2                | centenas                    | centenas                    | centenas                    | 2                | 2                | 2                | 2                | 2                |   |
| 8                                                                                  | 8                | 8                | 8                | tacadas de más de 50 puntos | tacadas de más de 50 puntos | tacadas de más de 50 puntos | 6                | 6                | 6                | 6                | 6                |   |
| Shaun Murphy se proclama campeón del Tour Championship de 2023                     |                  |                  |                  |                             |                             |                             |                  |                  |                  |                  |                  |   |

## Centenas
Los jugadores consiguieron amasar un total de veintidós centenas; la más alta, una máxima, fue obra de Day. Se repartieron así:
- 147, 139 — Ryan Day
- 137, 130, 118, 115, 111, 108, 107, 103, 100 — Kyren Wilson
- 132, 131, 106 — Mark Selby
- 131, 128, 115, 106, 100 — Shaun Murphy
- 131 — Ali Carter
- 116, 113 — Ding Junhui